# Esqui cross-country nos Jogos Olímpicos de Inverno de 1924 - 50 km masculino
A prova de 50 km do esqui cross-country nos Jogos Olímpicos de Inverno de 1924 ocorreu no dia 30 de janeiro e foi disputada por 33 esquiadores de onze países.

## Medalhistas
| Ouro   | NOR Thorleif Haug        |
| Prata  | NOR Thoralf Strømstad    |
| Bronze | NOR Johan Grøttumsbråten |

## Resultados
| Pos. | Atleta                    | Tempo   |
| ---- | ------------------------- | ------- |
|      | NOR Thorleif Haug         | 3'44:32 |
|      | NOR Thoralf Strømstad     | 3'46:23 |
|      | NOR Johan Grøttumsbråten  | 3'47:46 |
| 4    | NOR Jon Mårdalen          | 3'49:48 |
| 5    | SWE Torkel Persson        | 4'05:59 |
| 6    | SWE Ernst Alm             | 4'06:31 |
| 7    | FIN Matti Raivio          | 4'07:44 |
| 8    | SWE Oscar Lindberg        | 4'10:50 |
| 9    | ITA Enrico Colli          | 4'31:34 |
| 10   | ITA Giuseppe Ghedina      | 4'27:48 |
| 11   | ITA Vincenzo Colli        | 4'31:34 |
| 12   | TCH Štefan Hevák          | 4'44:58 |
| 13   | ITA Benigno Ferrara       | 4'45:29 |
| 14   | TCH Antonín Gottstein     | 4'45:48 |
| 15   | FRA Edouard Pouteil-Noble | 4'58:27 |
| 16   | FRA André Perrin          | 5'04:16 |
| 17   | TCH Josef Německý         | 5'05:06 |
| 18   | FRA André Médy            | 5'10:44 |
| 19   | TCH Oldřich Kolář         | 5'18:14 |
| 20   | HUN Ferenc Németh         | 6'16:32 |
| 21   | POL Szczepan Witkowski    | 6'25:58 |
| –    | SWE Per-Erik Hedlund      | DNF     |
| –    | FIN Tapani Niku           | DNF     |
| –    | FRA André Blusset         | DNF     |
| –    | FIN Erkki Kämäräinen      | DNF     |
| –    | SUI Simon Julen           | DNF     |
| –    | YUG Dušan Zinaja          | DNF     |
| –    | LAT Roberts Plūme         | DNF     |
| –    | YUG Mirko Pandaković      | DNF     |
| –    | SUI Hans Hermann          | DNF     |
| –    | YUG Zdenko Švigelj        | DNF     |
| –    | SUI Adolf Aufdenblatten   | DNF     |
| –    | FIN Anton Collin          | DNF     |

- DNF: Não completou a prova.
- «Relatório oficial dos Jogos Olímpicos de Inverno de 1924» (PDF) (em inglês)
- (em polonês) Wudarski, Pawel (1999). «Wyniki Igrzysk Olimpijskich». Consultado em 13 de fevereiro de 2009